# وارقات
الوارقات أو الحشرة الورقية (الاسم العلمي: Phylliidae) هي فصيلة من الحشرات تتبع رتبة الشبحيات من خارجيات الأجنحة.
وهي مجموعة من الحشرات تبدو شديدة الشبه بالورقة الخضراء أو الغصن الصغير الأخضر. وتوجد في أفريقيا، جنوب شرقي آسيا، أستراليا الشمالية، وفي الجزر العديدة الواقعة جنوب المحيط الهادئ. وتُعدُّ الحشرات الغصنية شديدة الصلة بها.
يوجد أشهر أنواع الحشرة الورقية في الهند الشرقية وهي خضراء زاهية اللون، ويبلغ طولها ثمانية سنتيمترات. وهي أشبه ماتكون بالورقة، بسبب أجنحتها العريضة المضلّعة التي تلفّ ظهرها على شكل ورقة. ولها ناميات ورقية على مفاصل سيقانها. ويشبه بيضها بذور النباتات. تعيش الحشرات الورقية بين أوراق الأشجار الكبيرة والصغيرة، حيث يصعب العثور عليها بسبب شكلها ولونها. وهي تتغذى بالأوراق ليلاً وتبقى عادة ساكنة أثناء النهار.

## التصنيف
- الوارقاوات
  - الوارقاوية
    - الوارقة